# Batman: The Telltale Series
Batman: The Telltale Series — графическая приключенческая игра, основанная на комиксах о Бэтмене, первая часть игры вышла 2 августа 2016 года, игра вышла на различных платформах. Игра разработана «Telltale Games» в сотрудничестве с DC Comics и Warner Bros. Игра разделена на эпизоды, также как The Walking Dead: The Game, The Wolf Among Us и Minecraft: Story Mode, где принятые игроком решения оказывают влияние на сюжет и отношения с другими персонажами игры. «Telltale Games» анонсировала второй сезон — Batman: The Enemy Within, который вышел 8 августа 2017 года. 17 декабря 2019 года обе части вышли в сборнике The Telltale Batman Shadows Edition, где был добавлен нуар-режим, усовершенствован игровой процесс и обновлены текстуры.

## Разработка
Разработчики объявили, что игра будет похожа на другие игры студии Telltale, такие как The Wolf Among Us и The Walking Dead. Графика игры очень похожа на комиксы таких художников, как Джим Ли, Грег Капулло и Нил Адамс. Движок, который использовался в предыдущих играх, был улучшен.

## Эпизоды
Игра разделена на 5 эпизодов.
| № | Название                                  | Режиссёр         | Сценарист                                                               | Дата выхода           |
| --- | ----------------------------------------- | ---------------- | ----------------------------------------------------------------------- | --------------------- |
| 1 | «Царство теней» «Realm of Shadows»        | Кент Мадл        | Зак Келлер, Патрик Дэй, Шеннон Инглс, Николь Мартинес и Джеймс Виндэлер | 2 августа 2016 года   |
| Брюс Уэйн проходит через коварные воды политики Готэма в то время, как на поверхность всплывает ряд шокирующих заявлений. Одновременно с этим Бэтмен противостоит самому печально известному преступнику города. |                                           |                  |                                                                         |                       |
| 2 | «Дети Аркхема» «Children of Arkham»       | Джонатан Штаудер | Джеймс Виндэлер, Патрик Дэй, Эндрю Хэнсон, Шеннон Инглс и Меган Торнтон | 20 сентября 2016 года |
| Старый друг становится новым врагом, когда Брюс узнаёт больше о наследии семьи Уэйнов, а Бэтмен выводит борьбу против коррупции и преступности Готэма на новый уровень.                                          |                                           |                  |                                                                         |                       |
| 3 | «Новый мировой порядок» «New World Order» | Джейсон Пайк     | Николь Мартинес, Мередит Эйнсуорт, Патрик Дэй и Джессика Краузе         | 25 октября 2016 года  |
| Пока Готэм находится на краю пропасти, а Брюс под атакой слухов, восстаёт новое поколение суперзлодеев и начинает угрожать традиционным институтам власти.                                                       |                                           |                  |                                                                         |                       |
| 4 | «Страж Готэма» «Guardian of Gotham»       | Марк Дросте      | Эрик Стирп, Патрик Дэй, Шеннон Инглс и Люк Макмаллен                    | 22 ноября 2016 года   |
| Брюс и Бэтмен должны создать новый союз и сразиться со старыми врагами, чтобы защитить невиновных и спасти Готэм от погружения в хаос.                                                                           |                                           |                  |                                                                         |                       |
| 5 | «Город света» «City of Lights»            | Кент Мадл        | Меган Торнтон, Мередит Эйнсуорт и Джеймс Виндэлер                       | 13 декабря 2016 года  |
| Битва за власть над городом усиливается, достигая небывалого пика, когда Брюс находит для себя новые устремления, а Бэтмен использует все свои силы в отчаянной попытке восстановить порядок.                    |                                           |                  |                                                                         |                       |

## Отзывы
| Сводный рейтинг       | Сводный рейтинг                                                 |
| Агрегатор             | Оценка                                                          |
| --------------------- | --------------------------------------------------------------- |
| GameRankings          | 67,50 % (PC) 69,17 % (PS4) 70 % (XONE) 80 % (iOS) 69 % (Switch) |
| Metacritic            | 64/100 (PC) 68/100 (PS4) 67/100 (XONE) 72/100 (Switch)          |
| OpenCritic            | 71/100                                                          |
| «Критиканство»        | 68/100                                                          |
| Иноязычные издания    |                                                                 |
| Издание               | Оценка                                                          |
| 4Players              | 6/10                                                            |
| EGM                   | [ 23 ]                                                          |
| GamesRadar+           | [ 24 ]                                                          |
| Hardcore Gamer        | 4/5                                                             |
| Jeuxvideo.com         | 16/20                                                           |
| Polygon               | 8/10                                                            |
| Русскоязычные издания |                                                                 |
| Издание               | Оценка                                                          |
| «IGN Россия»          | 5,8                                                             |
| PlayGround.ru         | 7/10                                                            |
| Riot Pixels           | 60 %                                                            |
| «Игромания»           | 7/10                                                            |
| «Игры Mail.ru»        | 8,5/10                                                          |
| «Канобу»              | 8/10                                                            |

| Игра                          | GameRankings                                            |
| ----------------------------- | ------------------------------------------------------- |
| Episode 1: Realm of Shadows   | 76,95 % (PC) 72,87 % (PS4) 72,27 % (XONE) 66,67 % (iOS) |
| Episode 2: Children of Arkham | 75 % (PC) 69,67 % (PS4) 82,50 % (XONE) 85 % (iOS)       |
| Episode 3: New World Order    | 73,58 % (PC) 78,64 % (PS4) 70 % (XONE)                  |

Оценки игры в целом и её эпизодов в частности у критиков и пользователей различны и противоречивы. Первая часть «Царство теней» на Metacritic получила 74 балла для PC, 70 — по PlayStation 4 и 65 в Xbox One. Вторая часть «Дети Аркхема» имеет 73 балла для PC, 66 — в PlayStation 4 и 83 — у Xbox One. Третий эпизод «Новый мировой порядок» выделяется 73 баллами в PC, 74 — по PlayStation 4 и 73 — в Xbox One. Четвёртый эпизод «Страж Готэма»: 73 балла у PC, 73 в PlayStation 4 и 75 на Xbox One. Пятый эпизод «Город света» получил 75 баллов для PC, 67 по PlayStation 4, а также 76 в Xbox One.
OpenCritic выставил целому сезону 71 балл. Средняя оценка русских изданий на Критиканство — 68 баллов.
После выхода первого эпизода, многие рецензенты и игроки остались недовольны технической составляющей игры. Локализация в России первоначально была посредственной, поскольку имелось предложение обновить «водителей видеокарты» уже при входе. ПК-версия оказалась плохо оптимизирована (10—15 кадров в секунду), с устаревшим движком, почти лишена графических настроек и обещанной полной поддержки геймпадов. Разработчики оперативно отреагировали на критику и выпустили первое обновление, улучшающее производительность. Игра автоматически подключает дискретную видеокарту при её наличии, а также в настройках появилась опция, позволяющая выбрать между высоким качеством текстур и высокой производительностью. Кроме того, Telltale Games предложила всем желающим бесплатно скачать первый эпизод до 7 ноября 2016 года. Batman: The Telltale Series также заняла 1 место в списке 10 лучших новинок игр для iOS за сентябрь-октябрь 2016 года.
2 декабря 2016 года первый эпизод Batman: The Telltale Series в Steam стал бесплатным, а разработчиками было выпущено очередное обновление, чтобы «поддержать более широкий диапазон конфигураций ПК» и решить некоторые из проблем, которые появились при первом запуске. В многочисленных комментариях к сообщению 2 декабря 2016 года пользователи жаловались на невозможность запустить игру.
В итоговой рецензии сайт Riot Pixels поставил игре оценку 60 %, отмечая несколько разных по настроению, но одинаковых по сути вариантов ответа в диалогах, QTE вместо боевой системы, падение частоты кадров и неправильную локализацию. Иллюзия выбора заменяет свободный режим, а point-n-click уступает настоящим загадкам. Повествование вышло крайне неровным. Отсюда, это «исключительно для поклонников Бэтмена, которым не важна форма. Или любителей сериалов Telltale, которых не волнует содержание».
Редакция журнала «Игромания» поставила игре 7 баллов, назвав её свежим и необычным взглядом на историю Бэтмена.
| Batman: The Telltale Series выделяется на фоне прочих супергеройских игр тем, что главная роль отводится тут именно человеку под маской. В Telltale Games постарались понять, что означает одновременно быть и простым человеком, и символом надежды и справедливости. Да, сериал далёк от идеала, но разработчикам удалось-таки доказать, что история о Брюсе Уэйне может быть не менее интересной, чем легенда о Тёмном Рыцаре. — «Игромания» |

Рецензент IGN Россия дал только 5.8.
| Batman: the Telltale Series — типичная игра от указанной в заголовке студии. Неплохая, но ничем особенно не выделяющаяся. Нового «Бэтмена» можно порекомендовать фанатам Тёмного Рыцаря или людям, скупающим все творения Telltale. Ну, или тем, кого они разочаровали, и хочется разочароваться ещё раз. — сайт «IGN Россия» |

Среди зарубежных изданий, GamesRadar оценил ещё меньше — на 2 из 5.
| Бэтмен кажется пассивным свидетелем ко всему, что его окружает. Batman: The Telltale Series растрачивает свой потенциал грязной историей, одержимой восстановлением старых сюжетов. — сайт «GamesRadar» |

## Продажи
Согласно статистике сервиса Steam Spy, на 24 января 2018 года, продано 333 тысячи копий.
Летом 2018 года, благодаря уязвимости в защите Steam Web API, стало известно, что точное количество пользователей сервиса Steam, которые играли в игру хотя бы один раз, составляет 272 720 человек.